# Бахрах, Илья Исаакович
Илья Исаакович Бахрах (1932—2021) — советский и российский спортивный врач, доктор медицинских наук, профессор Смоленского государственного университета спорта.

## Биография
Илья Исаакович Бахрах родился 21 июля 1932 года в городе Витебске. После окончания средней школы поступил в Витебский государственный медицинский институт. Окончил его в 1956 году. В 1961 году окончил Смоленский государственный институт физической культуры, после чего остался в нём преподавать. Был доцентом, профессором, а с 1975 года — заведующим кафедрой спортивной медицины. Возглавлял кафедру в течение тридцати лет. С 2005 года был профессором кафедры спортивной медицины, биохимии и лечебной физической культуры Смоленской государственной академии физической культуры, спорта и туризма (впоследствии — Смоленского государственного университета спорта).
В общей сложности Бахрах опубликовал более 250 научных работ в области спортивной медицины, детской спортивной медицины. Являлся автором нескольких учебников и учебных пособий. В 1966 году защитил диссертацию на соискание учёной степени кандидата медицинских наук на тему: «Соотношение между биологическим и паспортным возрастом в периоде полового созревания подростков и значение этого фактора при врачебном контроле за физическим воспитанием». В 1981 году защитил докторскую диссертацию на тему: «Самостоятельные занятия физическими упражнениями на поликлиническом этапе кардиореабилитации». Избирался членом правления Российского научного медицинского общества по врачебному контролю и лечебной физкультуре, членом правления Федерации спортивной медицины России.
Умер 15 сентября 2021 года, похоронен на Братском кладбище Смоленска.

## Награды
- Заслуженный работник высшей школы Российской Федерации (4 марта 1998 года);
- Ведомственные награды.